# Maria Holst
Pour les articles homonymes, voir Holst (homonymie).
Maria Holst, nom de scène de Friedel Anna Maria Emilie Czižek (née le 2 avril 1917 à Vienne, morte le 8 octobre 1980 à Salzbourg) est une actrice autrichienne.

## Biographie
Maria Czižek est la fille d'un ingénieur et de la journaliste et écrivaine Maria Berglioth Czižek, née Göpferd (1894-1975). Elle est élève de l'école de théâtre de Prague, d'une école à Paris et du séminaire Max-Reinhardt de Vienne. En 1935, elle fait ses débuts au Landestheater Linz et un an plus tard, elle rejoint le Theater an der Wien. En 1937, elle joue au Théâtre municipal de Brno et elle fait partie de l'ensemble du Burgtheater de Vienne de 1938 à 1944.
À 19 ans, elle apparaît dans ses premiers films. Elle ne devient célèbre qu'en 1940 lorsqu'elle incarne la chanteuse Marie Geistinger dans le film historique Opérette (de) réalisé par Willi Forst. Elle célèbre un succès similaire l'année suivante lorsque, toujours sous la direction de Forst, elle est au centre du film d'opérette Sang viennois (de). En 1944, elle est inscrite sur la Gottbegnadeten-Liste du ministère de l'Éducation du peuple et de la Propagande du Reich. Elle subit la dénazification jusqu'en 1949.
Dans les années 1950, elle obtient des seconds rôles importants dans plusieurs productions typiques de ces années, comme les Heimatfilms Ma verte bruyère et La Famille Trapp.
Maria Holst épouse le dessinateur Eugen Graf Ledebur (de) en 1944. 
En 1980, elle meurt en s'étouffant alors qu'elle mange. La tombe de Maria Holst se trouve au cimetière de Heerstraße, à Berlin-Westend. Elle y repose aux côtés de son deuxième mari.

## Filmographie
- 1933 : Unsichtbare Gegner
- 1936 : L'Amour et l'Art
- 1936 : Lumpacivagabundus
- 1940 : Opérette (de)
- 1942 : Sang viennois (de)
- 1944 : Der gebieterische Ruf
- 1944 : Hundstage (de)
- 1949 : Märchen vom Glück (de)
- 1949 : Mordprozess Dr. Jordan (de)
- 1949 : Die Reise nach Marrakesch (de)
- 1950 : Vom Teufel gejagt (de)
- 1951 : Im Bann der Madonna (de)
- 1951 : Ma verte bruyère
- 1951 : Wenn die Abendglocken läuten (de)
- 1952 : Mein Herz darfst Du nicht fragen (de)
- 1952 : Tausend rote Rosen blühn (de)
- 1953 : Von Liebe reden wir später (de)
- 1953 : Une valse pour l'empereur
- 1954 : Les Fruits les plus doux (de)
- 1954 : Roses du Sud (de)
- 1954 : Weg in die Vergangenheit
- 1955 : Ein Mann vergißt die Liebe (de)
- 1956 : Liebe, die den Kopf verliert (de)
- 1956 : La Famille Trapp
- 1956 : Un cœur rentre à la maison (de)
- 1958 : Es war die erste Liebe (de)
- 1959 : Filles de proie (de)
- 1959 : Das große Messer (TV)